# الحيوان البشري (كتاب)
الحيوان البشري هو كتاب لعالم الأنثروبولوجيا ويستون لا باري عام 1954، يناقش فيه المؤلف نهج التحليل النفسي لعلم النفس والثقافة. وصف الكلاسيكي نورمان براون الكتاب بأنه أهم محاولة لخلق "نظرية عامة للغة" من خلال توليف التحليل النفسي مع تخصصات أخرى.